# Huat啊！Huat啊！发！
《Huat 啊！Huat 啊！發！》（英語：Huat Ah Huat Ah Huat）是一齣2014年马来西亚合資電影，由馬來西亞導演陈温法執導，阿牛和鄭欣宜領銜主演。

## 外部連結
- 互联网电影数据库（IMDb）上《Huat啊！Huat啊！发！》的资料（英文）